# أرشالويس
40°10′08″N 44°12′51″E / 40.16889°N 44.21417°E
أرشالويس، هي قرية في مقاطعة أرمافير في أرمينيا. تقع على بعد 14 كم شمال شرق المركز الإقليمي. تقع على الضفة اليمنى لنهر كاساغ. تقع المدينة على بعد حوالي 19 كم من يريفان. تقع المستوطنة على ارتفاع 860 متراً فوق مستوى سطح البحر. يوجد به طريق مباشر إلى فاغارشابات ويريفان.

## التاريخ
هاجر أسلاف السكان من آني في عامي 1828 و1829، وجاء بعضهم من يريفان. كانت منطقة أرمافير ومنطقة أرارات جزءًا من مقاطعة آيرارات في مملكة أرمينيا القديمة.
تحتوي القرية على كنيسة سورب أستفاتساتسين (Surb Astvatsatsin)، التي تم بناؤها في سبعينيات القرن التاسع عشر. تقع القرية على بعد حوالي 2 كم جنوب قرية سانت كارابيت.

## الثقافة
توجد في أرشالوغ مدرسة ثانوية، بالإضافة إلى روضة أطفال مجددة وحديثة، ومستشفى، ومدرسة رياضية، ومدرسة موسيقية، وملعب كرة قدم، وغيرها من المرافق. وفي عام 2018، تم افتتاح مدرسة للنحت والرسم، وقد عرض الطلاب منحوتاتهم الخاصة في أنحاء القرية.

## الاقتصاد
يعمل السكان في مجال البستنة وزراعة الخضروات. تتطور في المنطقة زراعة الكروم، التي يعتمد عليها الموقع الجغرافي بالإضافة إلى المياه الحرفية، التي تساهم أيضًا في زراعة الخضروات. الخضروات الأكثر شيوعًا هي البطاطس، والتي يتم تصديرها إلى جورجيا.
لا يوجد حاليًا سوى مصنع واحد في أرشالويس - مصنع النبيذ "أربينيك".

## الجغرافيا والمناخ
المنطقة مسطحة تقريبا بالكامل. المناخ جاف. يبدأ الشتاء في منتصف شهر ديسمبر، ويتراوح متوسط درجات الحرارة في الشتاء من -2 درجة مئوية إلى -6 درجة مئوية. يستمر الصيف من شهر مايو إلى شهر أكتوبر، ويصل متوسط درجة حرارة الهواء إلى 24 درجة مئوية إلى 26 درجة مئوية وأقصى درجة 42 درجة مئوية، وهي تقريبًا نفس درجة الحرارة في فاغارشابات.

## معرض الصور

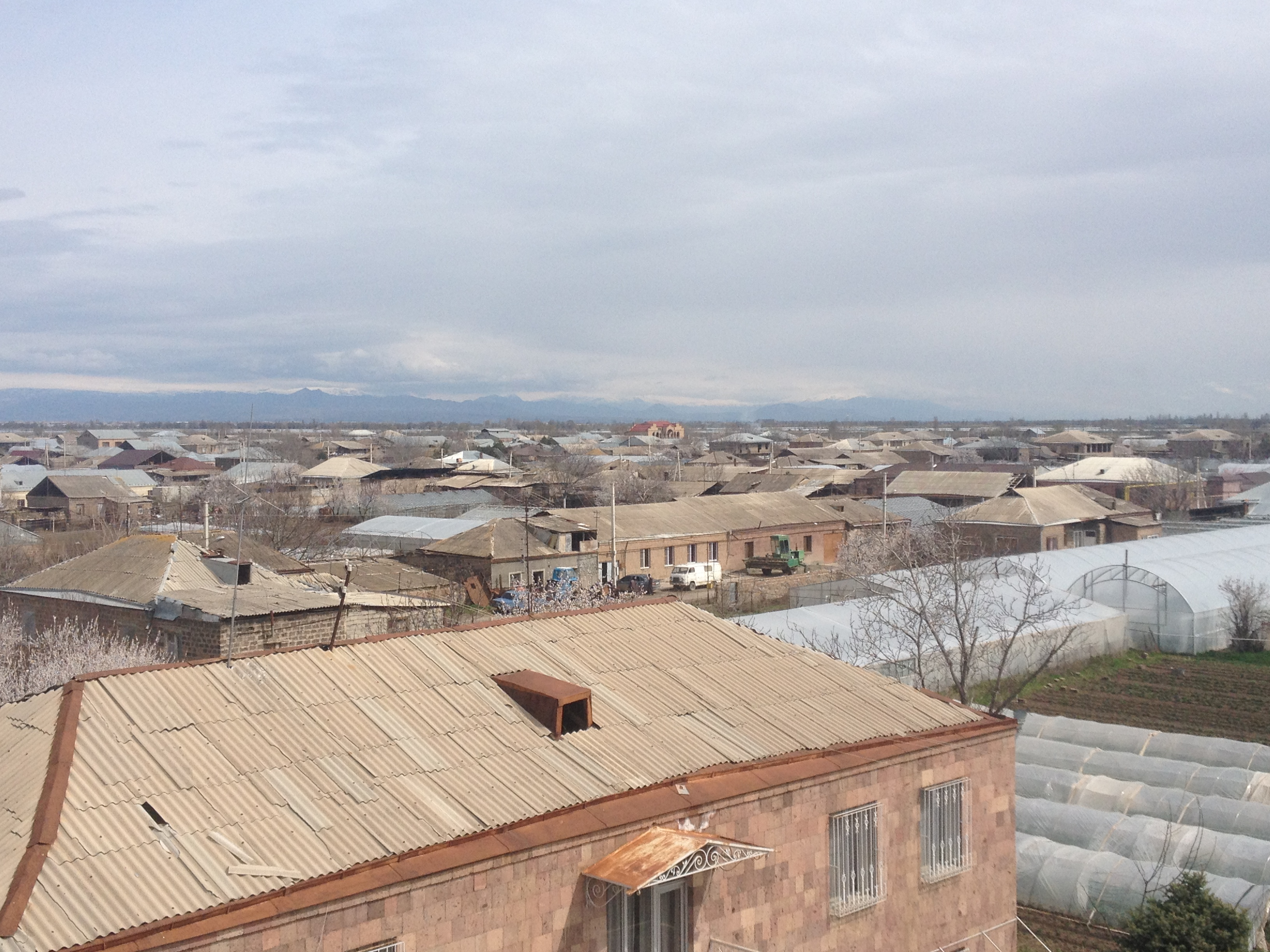
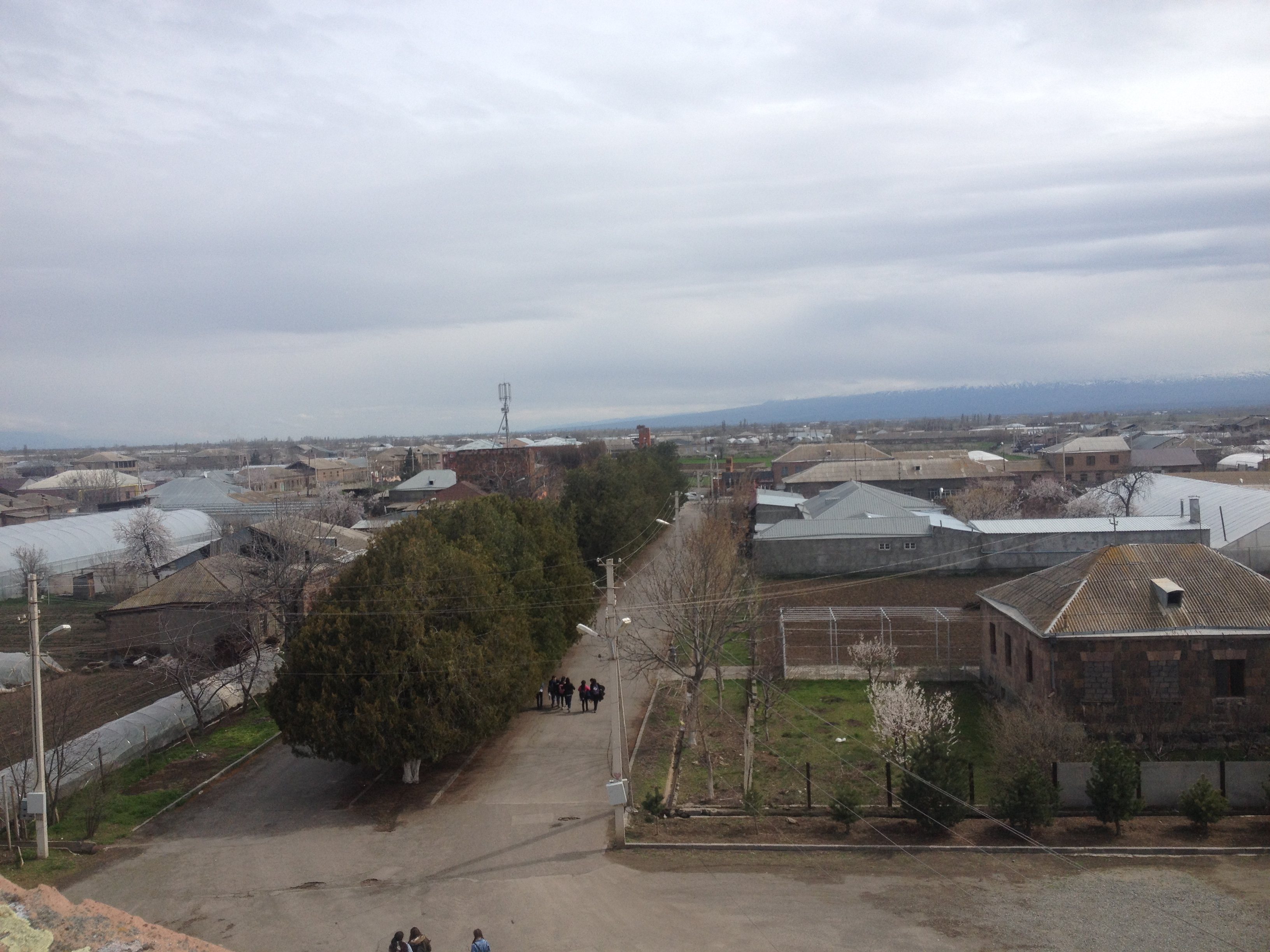
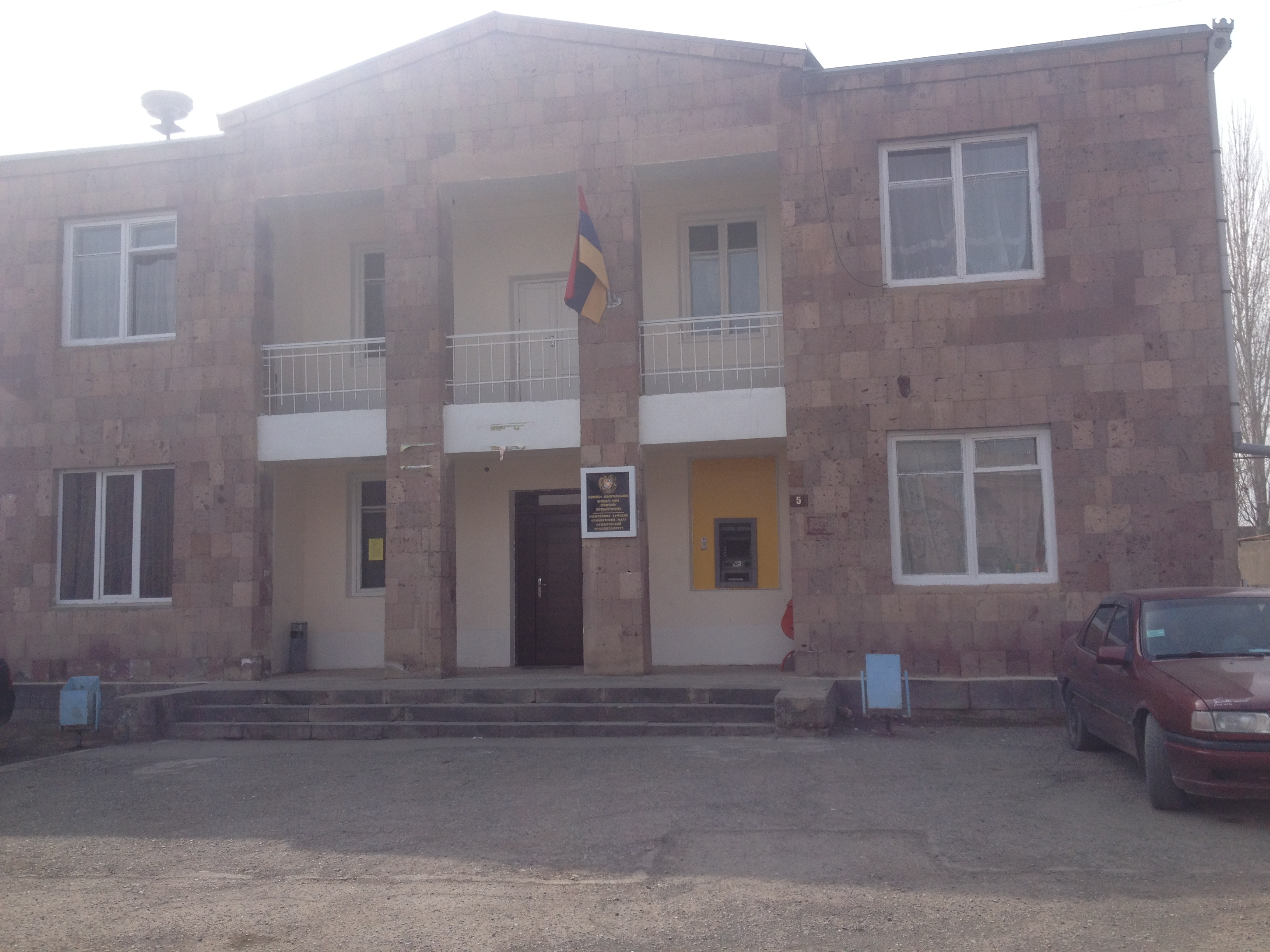
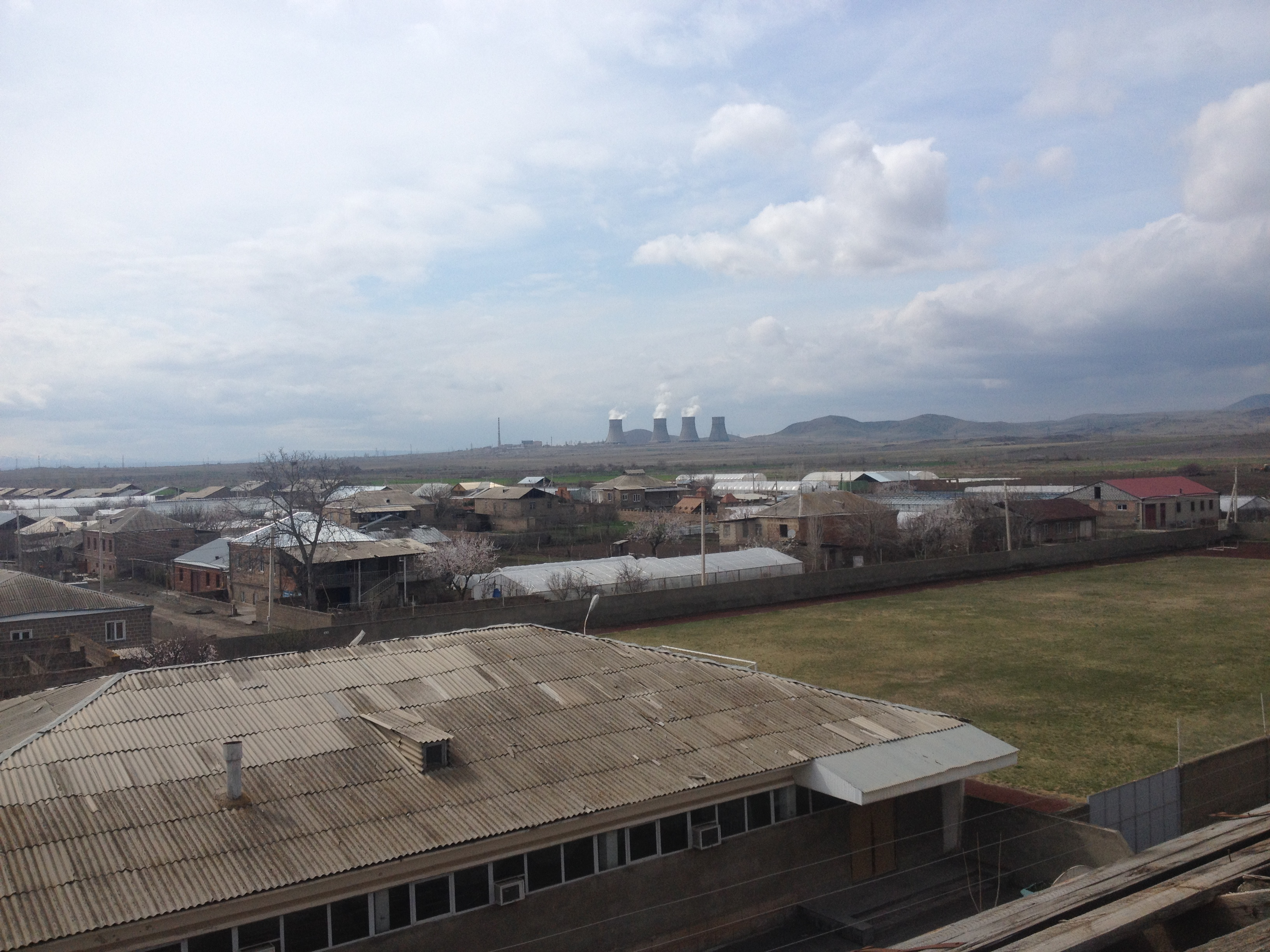
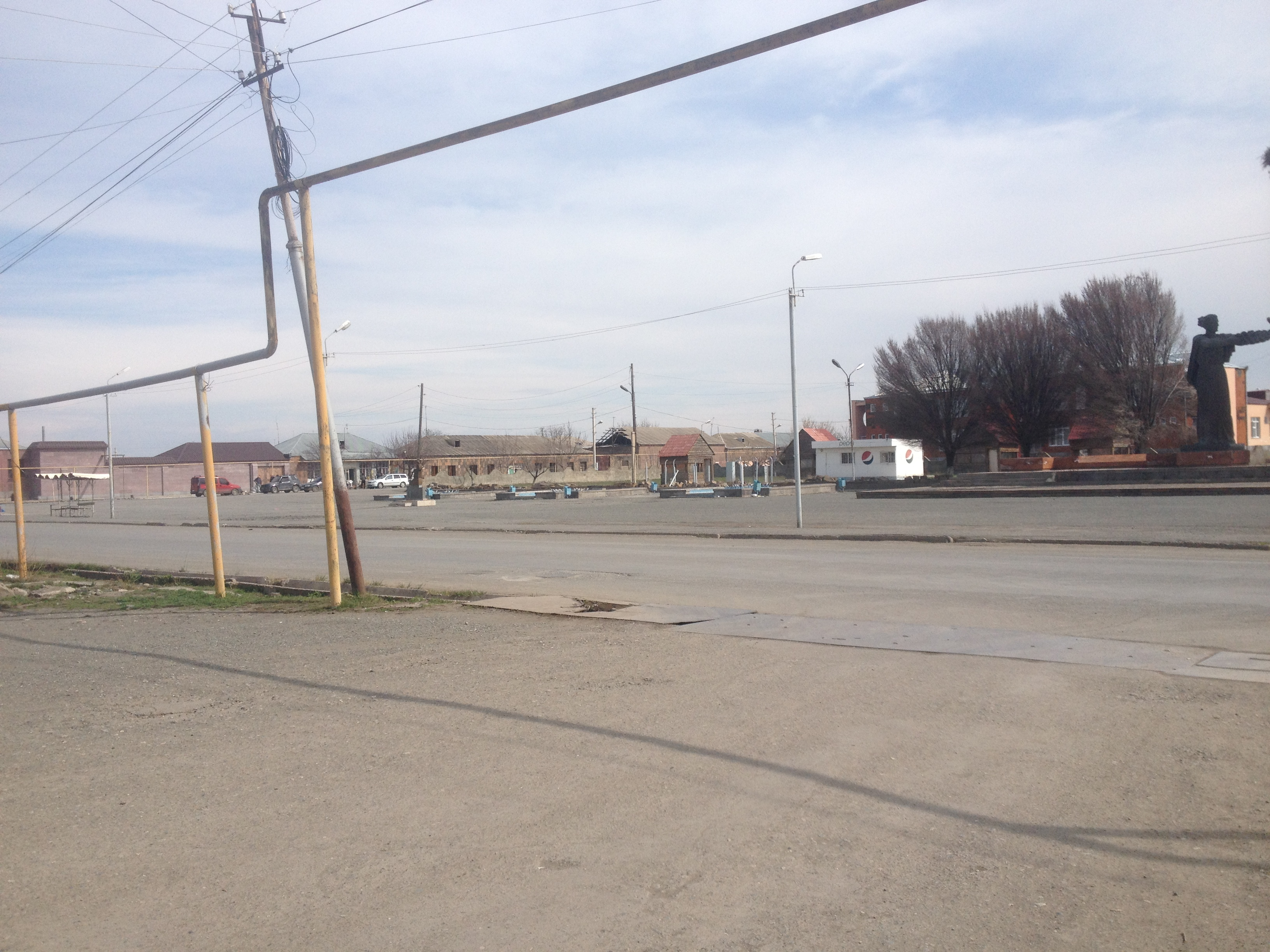